# Strade Bianche 2025
19. ročník jednodenního cyklistického závodu Strade Bianche se konal 8. března 2025 v Itálii. Vítězem se stal Slovinec Tadej Pogačar z týmu UAE Team Emirates XRG, který vyhrál i minulý ročník.
Závod byl součástí UCI World Tour 2025 na úrovni 1.UWT a byl pátým závodem tohoto seriálu.

## Týmy
Závodu by se mělo zúčastnit všech 18 UCI WorldTeamů a 7 UCI ProTeamů.
UCI WorldTeamy
- Alpecin–Deceuninck
- Arkéa–B&B Hotels
- Cofidis
- Decathlon–AG2R La Mondiale
- EF Education–EasyPost
- Groupama–FDJ
- Ineos Grenadiers
- Intermarché–Wanty
- Lidl–Trek
- Movistar Team
- Red Bull–Bora–Hansgrohe
- Soudal–Quick-Step
- Team Bahrain Victorious
- Team Picnic PostNL
- Team Jayco–AlUla
- UAE Team Emirates XRG
- Visma–Lease a Bike
- XDS Astana Team

UCI ProTeamy
- Israel–Premier Tech
- Lotto
- Q36.5 Pro Cycling Team
- Team Polti VisitMalta
- Team Solution Tech–Vini Fantini
- Tudor Pro Cycling Team
- Uno-X Mobility

## Výsledky
| Pořadí | Jezdec                    | Tým                     | Čas        |
| ------ | ------------------------- | ----------------------- | ---------- |
| 1      | Tadej Pogačar (SLO)       | UAE Team Emirates XRG   | 5h 13' 58" |
| 2      | Tom Pidcock (GBR)         | Q36.5 Pro Cycling Team  | + 1' 24"   |
| 3      | Tim Wellens (BEL)         | UAE Team Emirates XRG   | + 2' 12"   |
| 4      | Ben Healy (IRL)           | EF Education–EasyPost   | + 3' 23"   |
| 5      | Pello Bilbao (ESP)        | Team Bahrain Victorious | + 4' 20"   |
| 6      | Magnus Cort (DEN)         | Uno-X Mobility          | + 4' 26"   |
| 7      | Gianni Vermeersch (BEL)   | Alpecin–Deceuninck      | + 4' 29"   |
| 8      | Michael Valgren (DEN)     | EF Education–EasyPost   | + 4' 37"   |
| 9      | Lennert Van Eetvelt (BEL) | Lotto                   | + 4' 47"   |
| 10     | Roger Adrià (ESP)         | Red Bull–Bora–Hansgrohe | + 5' 06"   |